# AJ Lee
April Jeanette Mendez Brooks (Union City (New Jersey), 19 maart 1987) is een Amerikaans voormalig professioneel worstelaarster die onder de ringnaam AJ Lee actief was in de WWE. Ze is getrouwd met Phillip Jack Brooks, beter bekend als "CM Punk".

## Professioneel worstelcarrière

### Women Superstars Uncensored (2008–2009)
Op 10 oktober 2008 maakte Mendez, onder haar ringnaam Miss April, haar debuut voor Women Superstars Uncensored (WSU). Ze verloor haar eerste wedstrijd van Soul Sister Jana. De volgende avond nam Miss April samen met haar partner Malia Hosaka deel aan een toernooi voor het WSU Tag Team Championship. Het duo won de eerste ronde van The Soul Sisters (Jana & Latasha), maar werden in de tweede ronde uitgeschakeld door The Beatdown Betties (Roxxie Cotton & Annie Social). 
Op 7 februari 2009 won Miss April samen met Brooke Carter van The Beatdown Betties en wonnen het WSU Tag Team Championship. Een maand later versloegen Miss April en Carter  The Beatdown Betties om hiermee het kampioenschap te verdedigen. 
Op 11 april 2009 werd Miss April samen met Jay Lethal gekroond voor het "WSU/NWS 2009 King and Queen of the Ring", nadat ze de toernooifinale wonnen van Jana en Danny Demanto.

### World Wrestling Entertainment/WWE (2009 - 2015)

#### Florida Championship Wrestling (2009–2010)
op 5 mei 2009 ondertekende Mendez een contract met World Wrestling Entertainment. Ze ging worstelen op Florida Championship Wrestling (FCW), een opleidingscentrum van WWE. 
op 14 augustus 2009 maakte Mendez haar FCW-televisiedebuut, onder haar nieuwe ringnaam April Lee, in een Fatal Four-Way match dat gewonnen werd door Serena Mancini. De andere tegenstanders waren Alicia Fox en Tiffany. 
In september 2009 veranderde ze haar ringnaam in AJ Lee. 
Op 4 februari 2010 werd AJ Lee gekroond voor het Queen of FCW nadat ze de wedstrijd won van Serena. 
Op 29 april 2010 nam AJ Lee deel aan een toernooi voor het FCW Divas Championship en won ze de eerste ronde van Tamina. 
Op 20 mei verloor AJ Lee de halve finale van Serena. Tijdens de FCW-opnames 
op 10 juni daagde Lee Naomi Knight uit voor het FCW Divas Championship, maar ze slaagde niet in haar opzet. 
Op 18 november verloor Lee van Rosa Mendes in een titelwedstrijd en Mendes werd gekroond als de nieuwe Queen of FCW. 
Op 16 december werd AJ als FCW Divas Champion gekroond nadat ze Naomi versloeg in de titelwedstrijd. Met haar kroning was AJ Lee de eerste "FCW Diva" die het Divas Championship en het Queen of FCW won. Lee hield de titel tot de FCW-opnames van 7 april waar ze verloor van Aksana.

#### NXT (2010–2011)

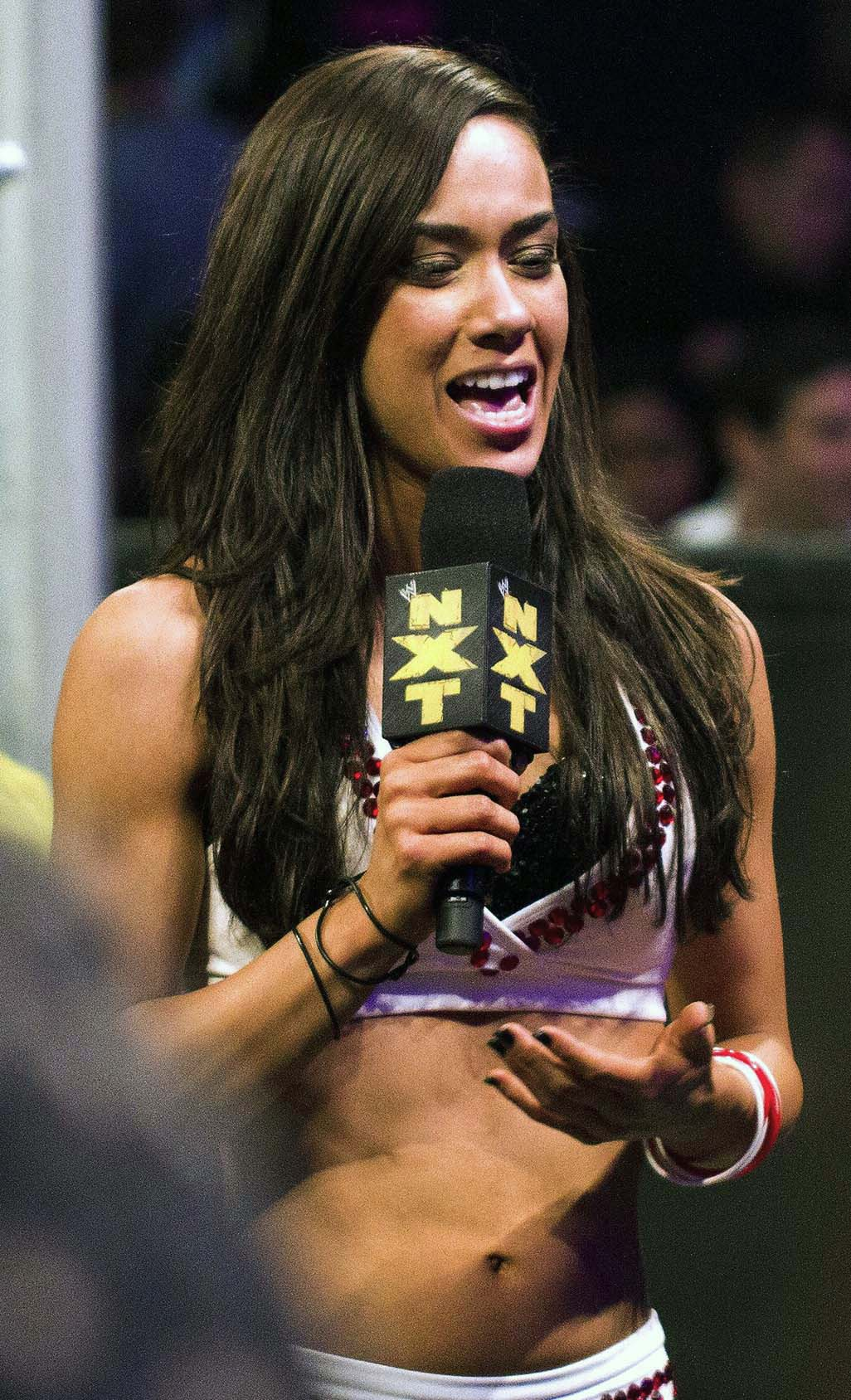
AJ Lee in november 2010 op WWE NXT.

Op 31 augustus 2010 werd aangekondigd dat AJ Lee deelnam aan seizoen drie van WWE NXT met Primo als haar mentor. 
Op 7 september trad ze, onder haar ringnaam A.J., op in de eerste aflevering van seizoen 3 waarin ze samen met haar mentor Primo een gemengd tag team match won van "Rookie Diva" Aksana en haar mentor Goldust. De week erop verloor ze samen met Primo voor het eerst tegen Kaitlyn en Dolph Ziggler. 
Op 23 november werd A.J. geëlimineerd door de NXT-poll, maar ze keerde terug in de seizoenfinale waar ze samen met The Bella Twins de wedstrijd wonnen van Alicia Fox, Aksana en Maxine. 
Op 8 februari 2011, tijdens de NXT-seizoen 4, keerde A.J. terug als speciale gast met de rol als model tijdens de 'guess the price' uitdaging.

#### Hoofdrooster (2011-2015)
In het najaar van 2011 kreeg ze een nieuwe verhaallijn, waarin ze een relatie had met CM Punk, Daniel Bryan en Kane. 
In de Raw-aflevering van 16 juli 2012 wees CM Punk het huwelijksaanzoek van AJ af, later deed Bryan op zijn beurt ook een aanzoek aan AJ en ze zei ja. De trouwerij werd gepland in de 1000ste aflevering van Raw, op 23 juli 2012. Echter mengde Mr. McMahon zich tijdens de trouwerij en benoemde AJ tot General Manager van Raw. Vervolgens ging de trouwerij niet door, waarna AJ de ring verliet. 
In oktober 2012 nam ze ontslag als General Manager van Raw, vanwege mogelijke schandalen (verhaallijn) met John Cena en Vickie Guerrero nam haar positie over. 
In het najaar van 2012 vormde ze een alliantie met Dolph Ziggler en Big E Langston. 
op 16 juni 2013 veroverde ze tijdens Payback voor de eerste keer het WWE Divas Championship door kampioene Kaitlyn te verslaan. 
op 7 april 2014, tijdens de Raw-aflevering moest ze de titel afstaan aan Paige die haar debuut maakte op de hoofdrooster. Vervolgens lastte ze een pauze in totdat.
op 30 juni 2014 keerde ze terug op Raw, om op die avond de titel te heroveren van Paige.
Op 3 april 2015 maakte WWE bekend dat AJ Lee gestopt is met worstelen.

## Prestaties
- Florida Championship Wrestling
  - FCW Divas Championship (1 keer)
  - Queen of FCW (1 keer)

- Pro Wrestling Illustrated
  - PWI Woman of the Year (2012), (2013), (2014)

- Women Superstars Uncensored
  - WSU Tag Team Championship (1 keer met Brooke Carter)
  - WSU/NWS King and Queen of the Ring (2009) – met Jay Lethal

- WWE
  - WWE Divas Championship (3 keer)
  - Slammy Award
    - "Diva of the Year" (2012)
    - "Best Kiss of the Year" (2012) - met John Cena